# Batalla de Gítion
La batalla de Gítion es va lliurar l'any 195 aC entre Esparta i la coalició formada per Roma,  Rodes, la Lliga Aquea, Pèrgam i  Macedònia. Com que el port de Gítion era una important base espartana, els aliats van decidir capturar-la abans d'avançar per terreny espartà. Els romans i els aqueus es van sumar als afores de la ciutat a les flotes de Rodes i Pèrgam. Els espartans van resistir, però un dels comandants, Dexagórides, va decidir lliurar la ciutat a un llegat romà. Quan Gòrgopes, l'altre comandant, ho va descobrir, el va matar i es va fer amb el comandament únic de la ciutat. Després de l'assassinat de Dexagórides, els lacedemonis van resistir encara més vigorosament. No obstant això, les forces aliades de Flaminí ascendien a més de 40.000 homes, de manera que els espartans van decidir lliurar Gítion a canvi de poder sortir-ne sans i estalvis. El resultat d'aquest enfrontament va forçar a Nabis, tirà d'Esparta, a abandonar les terres circumdants i replegar-se a la seva capital, on un any després capitularia davant els aliats.

## Preludi
Els macedonis havien estat derrotats en la Segona Guerra Macedònica l'any 197 aC, deixant Argos sota el control d'Esparta. Aquesta adquisició per part d'Esparta va significar un revés per a la Lliga Aquea, que havia estat tractant d'incorporar Argos a la Lliga durant molts anys. Els romans, vencedors de la Segona Guerra Macedònica, van heretar dels vençuts el control dels assumptes grecs, però, van decidir no ocupar Grècia, encara que van enviar guarnicions a algunes ciutats durant cinc anys. El tirà d'Esparta, Nabis, que es proclamava a si mateix rei, era motiu de preocupació per a la Lliga Aquea, ja que el consideraven una amenaça per a la pau a Grècia.
El 195 aC, Flaminí va convocar al seu exèrcit de Grècia i el dels seus aliats a Platea (Beòcia). Des d'allí van marxar a Argos, on es van unir 10.000 i 1.000 efectius aqueus d'infanteria i cavalleria, respectivament. Després d'unes breus escaramusses, els aliats van decidir abandonar el setge i llançar-se sobre Tegea. Després van avançar cap a Caryae, on se'ls van sumar 1.500 macedonis i 400 cavallers tessàlis.
Nabis també va fer els seus propis preparatius. Sempre havia tingut bones relacions amb els líders cretencs, i els va demanar 1.000 dels seus millors soldats perquè l'ajudessin. Tanmateix, va reclutar 3.000 mercenaris i 10.000 ciutadans. Els romans i els seus aliats havien avançat llavors fins a Selàsia, no gaire lluny del nord d'Esparta. Els romans van ser derrotats en una petita batalla i es van retirar, però aquests van vèncer després als espartans i els van obligar a replegar-se dins de la ciutat.

## Batalla
Algunes ciutats costaneres es van lliurar als romans, el que va permetre a aquests apoderar-se d'una base costanera a Lacònia. Gítion era una gran ciutat, i els espartans l'havien fet el seu principal port i arsenal naval. Els romans van arribar fins allà, on se'ls va unir la flota combinada de  Rodes i Pèrgam. Els mariners de la flota romana, rodians i pergamenea van construir màquines de setge que van tenir efectes devastadors en les muralles. Un dels comandants de la ciutat, Dexagórides, va oferir el lliurament de la ciutat al llegat romà a càrrec de la flota, ja que Flaminí no es trobava allà en aquell moment. Però quan l'altre comandant, Gòrgopes, ho va descobrir, va assassinar Dexagórides.

Macedònia i el món egeu.

Ara, amb la ciutat sota el comandament únic de Gòrgopes, els defensors es van veure enfortits. El setge estava resultant encara més difícil, fins que Flaminí va arribar amb 4.000 soldats romans. Amb l'arribada de reforços, la moral aliada va augmentar i van començar a bombardejar de nou la ciutat amb les màquines, mentre que la flota rodi-pergamenea continuava exercint pressió sobre els espartans des del mar. Els espartans, sabent que no tenien moltes possibilitats de resistir un renovat assalt aliat, van decidir lliurar la ciutat als romans amb la condició que es permetés a la guarnició sortir de Gítion sans i estalvis.

## Conseqüències
Quan Nabis va saber de la caiguda de Gítion davant dels aliats, va decidir abandonar la resta del camp de Lacònia que encara controlava. Va enviar també emissaris a Flaminí oferint parlamentar. En finalitzar el parlament, els romans van atacar Esparta, però els primers assalts aliats van ser rebutjats. En veure Nabis la seva situació desesperada, va acordar el lliurament de la ciutat als romans. Els romans van obligar a Nabis a abandonar Argos i la majoria de les ciutats costaneres de Lacònia. Amb les ciutats arrabassades als espartans a Lacònia, els romans van crear la Unió de Lacònis Lliures. Malgrat la seva victòria, els romans no van enderrocar a Nabis, doncs desitjaven un estat fort en el Peloponès per contrarestar la creixent Lliga Aquea. El tirà d'Esparta va atacar Gítion dos o tres anys després, només per retirar-se després de no haver estat capaç de capturar la ciutat. El 192 aC va ser assassinat pels etolis abans d'intentar un altre atac sobre la ciutat. L'any 189 aC, els espartans, després d'haver estat privats del seu port, van atacar i capturar la ciutat de Les. Els aqueus, amenaçats per l'atac van exigir el lliurament dels responsables de l'atac, i quan van rebre la negativa, van prendre la ciutat.